# 白鳥修馬
白鳥 修馬（しらとり しゅうま、1973年2月8日 - ）は、日本の男性声優。東京都出身。

## 人物
2000年から2008年10月までマウスプロモーションに所属していた。
薬剤師の国家資格を持っている。

## 出演

### テレビアニメ
2000年
- サイバーシックス（フィクストたち、若い男、操舵手）
- 名探偵コナン（狼藉者B、生徒C）

2001年
- 星界の戦旗II（ダークセス航法士）
- 超GALS!寿蘭（コージ、青年、男性）
- 破邪巨星Gダンガイオー（生徒B）

2002年
- パタパタ飛行船の冒険（ジム）

2005年
- 韋駄天翔（スキンヘッド）
- ゴキブリちゃん（グルル）
- B-伝説! バトルビーダマン 炎魂（子分A）

2006年
- 爆球Hit! クラッシュビーダマン（玉賀光太郎）
- RED GARDEN（サム）

2008年
- あたしンち（ちんどん屋さんA）
- 紅（三木里志、学生B、男2、九鳳院の男2、九鳳院の男3）

### 劇場アニメ
- ぼくの孫悟空（2003年）

### OVA
- 殺し屋1 THE ANIMATION EPISODE.0（2002年、道場の男）
- きらめき☆プロジェクト（2005年 - 2006年、カール）
- デッドガールズ（2007年、ギャング・サム）

### ゲーム
- 攻殻機動隊 STAND ALONE COMPLEX（2004年）
- 忍道 戒（2005年、町男）
- 戦国BASARA（2005年、兵士）

### ドラマCD
- 幽遊白書
- RED GARDEN 岩 Mix

### 吹き替え

#### 映画
- 頭文字D
- 冒険王（チェンシア）

#### ドラマ
- ER緊急救命室シリーズ
  - シーズンX #18（アンディ・ファッシュ〈ロブ・マケルヘニー〉）
  - シーズンXI #18（サンティアゴ・トバハス〈ジェームズ・モリーナ〉）
- WITHOUT A TRACE/FBI 失踪者を追え!（アーロン）
- S.A.S. 英国特殊部隊
- スイート・ライフ（パトリック）
- ホテリアー（ヒョンチョル）
- 私はケイトリン

### 舞台
- A.C.5（満男）
- 試演会
- 昼下がりの私語（岸本寛）
- 僕の東京日記（満男）
- 誘拐（弁護士）
- ラジオもどき